# The Black Parade
The Black Parade je třetí album americké čtyřčlenné kapely My Chemical Romance. Bylo nahráváno od dubna do srpna 2006, vyšlo 24. října téhož roku (v Evropě o den dříve) ve spolupráci Reprise Rocords. Je dlouhé téměř 52 minut a obsahuje celkem 14 skladeb. Obal alba se vyskytuje ve dvou verzích: černobílé a bíločerné. Píseň Sleep je součástí soundtracku filmu Spiderman 3.
V rámci The Black Parade Tour navštívili My Chemical Romance i Českou republiku.

## Seznam skladeb
1. „The End“ – 1:52
2. „Dead!“ – 3:15
3. „This Is How I Disappear“ – 3:59
4. „The Sharpest Lives“ (A Kiss Before She Goes)– 3:20
5. „Welcome to the Black Parade“ – 5:11 (Videoklip)
6. „I Don't Love You“ – 3:58 (videoklip)
7. „House of Wolves“ – 3:04
8. „Cancer“ – 2:22
9. „Mama“ – 4:39
10. „Sleep“ – 4:43
11. „Teenagers“ – 2:41 (videoklip)
12. „Disenchanted“ – 4:55
13. „Famous Last Words“ – 4:59 (videoklip)
14. „Blood“ – 2:54 (Hidden track)

## Singly
- „Welcome to The Black Parade“
- „Famous Last Words“
- „I Don't Love You“
- „Teenagers“